# Myochama tasmanica
Myochama tasmanica is een tweekleppigensoort uit de familie van de Myochamidae. De wetenschappelijke naam van de soort is voor het eerst geldig gepubliceerd in 1876 door Tenison-Woods.